# Tabes dorsalis
 Mise en garde médicale
Le tabes dorsalis est une dégénérescence des cordons postérieurs (ou colonnes dorsales) de la moelle spinale observée dans la neurosyphilis. Le mot latin tabes signifie « liquéfaction, dissolution, décomposition, atrophie. » L'abréviation en tabes est usitée, ainsi que la variante orthographique tabès par francisation.

## Apports historiques
Alfred Fournier a été le premier à identifier l'origine syphilitique du tabes (1876).
Henri Grenier de Cardenal s'est intéressé au lien entre le tabes et la grossesse.

## Manifestations cliniques
Les symptômes et signes cardinaux du tabes sont :
- des douleurs extrêmes des membres, de caractère classiquement fulgurant ;
- une ataxie locomotrice, décrite par Duchenne en 1858[3] ;
- une aréflexie ostéotendineuse des membres inférieurs ou généralisée (signe d'Erb-Westphal).

Cette sémiologie caractérise le syndrome radiculo-cordonal postérieur. Elle se complète souvent de manifestations neurotrophiques et articulaires (arthropathies tabétiques).

## Cas célèbres
Cette complication neurologique de la syphilis a frappé des écrivains comme Alphonse Daudet,, E. T. A. Hoffmann, l'historien Augustin Thierry, ou encore le bibliographe et érudit Adolphe van Bever.